# Рождественка (Северо-Казахстанская область)
Рождественка (каз. Рождественка) — упразднённое село в Жамбылском районе Северо-Казахстанской области Казахстана. Входило в состав Мирного сельского округа. Исключено из учётных данных в 2024 году.
Код КАТО — 594651500.

## География
Расположено около озера Солёное. В 9 км к западу находится озеро Вонючее.

## Население
В 1999 году население села составляло 372 человека (187 мужчин и 185 женщин). По данным переписи 2009 года, в селе проживало 177 человек (91 мужчина и 86 женщин).